# Музеология
Музеологията или музеведението е научна дисциплина, възникнала в края на 19 век и изучаваща историята на музеите, техните обществени функции, теорията и методологията на музейното дело.
Интересът към старините възниква още в Античността, но музеологията започва да се развива като наука едва през втората половина на ХVІІІ и началото на ХІХ век. При това с нееднакви темпове за отделните държави. На Балканите напр. и в частност в България, интересът към културно-историческите ценности датира едва от втората половина на ХІХ столетие, когато (конкретно при управлението на Ст. Стамболов) се гласува и първия български закон за опазване на старините.
Основен обект на изследване на науката музеология са останките от разумна човешката дейност от появата на хората до наши дни. Според много автори, включително големия български музеолог проф. Симеон Недков, „предмет“ (или обект) на музеологията са и заобикалящата хората „природна среда“. Това може да се приеме за вярно само ако приемем, че „история“ е цялостното развитие на Вселената. От историческа гледна точка обаче под понятието „музей“ следва да се разбира само това учреждение, в което е отразена разумната човешка дейност. Факт е, че понятието „музей“ в съвременния свят има много широко значение. Съществуват „естествени“ музеи, показващи еволюцията на животинския свят, космоса, неживата природа и пр. Те, разбира се, имат своето място в културата, но не отразяват човешкото развитие.
От края на ХVІІІ век „музейното дело“ постепенно се усложнява и започва да се превръща в наука. За това спомага и сформирането на нациите и модерните държави. Постепенно предметите, отразяващи родовата памет, пазени в елитни дворци, както и градските колекции от културни ценности отстъпват място на големите държавни музеи, превърнали се на по-късен етап в национални. Необходимостта артефактите в тях да бъдат запазени в първоначалния си вид, попълнени с нови образци и изложени на показ налагат създаването на сложна система на работа. Към това следва да прибавим необходимостта от квалифициран персонал, който да различава оригиналите от фалшификатите и да дава обективна и точна оценка на стойността на отделните образци. Това от своя страна предполага квалифицирано обучение, превърнало музеологията в като университетска дисциплина в самия край на ХІХ и началото на ХХ век.
Въпреки академичния характер, който и се придава, музеологията възниква и се развива като практическо-приложна наука, подпомагаща историята. Глобалното развитие на науката, започнало през ХХ век непрекъснато обогатява и усложнява методите за реставриране и съхраняване на културните ценности при възможно най-подходящи условия, формира комплексни методи за въздействие върху зрителя и пр.
Музеологията е „помощна“ наука, развиваща се предимно на базата на историята и археологията, което в съвременните условия не я прави „по-маловажна“ от тях. Съвременното разбиране за музеология е, че това е наука, която се занимава с методите, с най-новите начини за събиране, систематизиране, запазване, научно определяне и подреждане на музейните предмети или колекции, както и запазване и разпространяване на информацията за тях. Освен това е наука, която изследва проблемите свързани с теорията и историята на музейното дело. Към това следва да прибавим, че музеологията обобщава досегашния опит на музеите в отделните страни и глобално в целия свят, за да се извлече и приложи най-доброто от световната музейна практика.
За да бъде анализът ни пълен, трябва да отчетем, че в исторически план науката музеология претърпява няколко терминологични трансформации. Първоначално в научния европейски свят се използва термина „музеография“ (подобно на термина „етнография“). Едва след Втората световна война възниква по-съвременното понятие „музеология“, което в общи линии вече се е наложило. Въпреки това все още се употребяват термините „музейно дело“, включително като учебна университетска дисциплина, „музейна практика“, „музеезнание“, „музееописание“ „музееведение“ и пр. На български език някои от посочените термини звучат изкуствено, но причина за това е специфичната лексика.
Интересно, но не пълно е определението на чешкия професор Збинек Странски, цитирано от Симеон Недков, че „предмет на музеологията не е музеят като институция, а сферата на музейните дейности“. Збинек Странски се опитва да ги изброи, но не успява (което вероятно практически е почти невъзможно) и заключава, че предметите, които се подбират за музея, са ценни със своята „музейност“. Едно, според нас, не особено удачно заключение, защото музейната ценност на който и да е предмет, за разлика от архивните документи, зависи най-вече от обществените нагласи. Не е необходимо да се връщаме много назад, а е достатъчно да посочим каква музейна „ценност” напр. е представлявала само преди няколко десетилетия изложеното оръжие на някой български комунист атентатор от средата на 1930-те години и колко „по-малко ценна” е била някоя вещ на виден лидер на буржоазна партия. Днес е обратното. Следва да се съгласим обаче с констатацията, че в практически план „музейно дело“ е по-широко понятие, включващо музеологията. „Музейното дело“ включва не само теоретичната, но и цялата практическа дейност в музеите, включително строежа и оборудването на сградите, охраната на експонатите, управлението и развитието на музейната мрежа, музейната политика и законодателство, специализирана периодика, системата за подготовка и повишаване на квалификацията на музейните кадри, и пр. От своя страна музеологията, като наука, разработва специфичната методология за изследване.
Музеологията се характеризира с голямо разнообразие на своите изследователски методи. Това се дължи на широкия спектър от науки, с които е свързана музейната дейност. При своите специфични изследвания музеологията се базира в една или друга степен и на методиката на много различни науки. Независимо от това трябва да отчетем, че в най-висока степен се използват методите на историята, археологията, етнологията, нумизматиката, сфрагистиката и въобще на тясно свързаните с историята науки. Трудно е да се съгласим със становището, че музеологията е „най-тясно свързана с библиотекознанието и архивознанието“. Безспорно библиотеките, музеите и архивите съществуват паралелно още от Античността и понякога използват сходни методи, но те отразяват три различни страни на човешкото познание.
Собствените научни методи на музеологията са малко, а някои от тях, като свързаните с реставрацията и консервацията, са спорни. Разбира се, като всяка съвременна наука и музеологията се развива и обогатява непрекъснато.
За да се намери точното място на музеологията сред останалите науки, трябва да се определи дали тя е обществена, интердисциплинарна или друг тип наука. Въз основа на многообразието на музейните дейности, проф. Симеон Недков я отнася към интердисциплинарните науки, с което следва да се съгласим. Правилно е и становището, че от гледна точка на предмета на изследването си, музеологията е обществена наука.
Всяка наука създава свой понятиен апарат. В музеологията, като сравнително млада наука, дълго време се използват различни термини. Опит да се въведе уеднаквяване се прави през 1986 г., когато, с решение на Международния съвет на музеите (ИКОМ) при ЮНЕСКО се издава енциклопедичен многоезичен (включително на български) „Музеоложки речник“. В него се изреждат десетки общоприети термини в световната практика, на част от които ще се спрем по-долу.
Според посоченият речник, „музеят“ е „постоянна институция с идеална цел в служба на обществото, … отворен за публиката и занимаващ се с изследвания, които се отнасят до материалните свидетелства за човека и околната среда. Той придобива, съхранява, експонира и най-вече представя с научна и образователна цел, както и за естетическа наслада, културно-исторически паметници и природни образци …“.
„Музейният предмет“ е оригинал, който е непосредствен резултат от човешката дейност. Според историкът Бисер Георгиев той има значение на документ и отговарящ на профила на музея в който се съхранява и експонира. Според него музейните предмети, които са създадени в резултат на човешка дейност, са носители на социална информация, която има своите семантически, аксиологически и комуникативни аспекти. Същевременно музейните предмети имат и специфични качества като атрактивност, експресивност и репрезантивност. Те не са само носители на знание, но са и културно-исторически ценности. Така те се явяват и като пряка комуникативна връзка между сегашните посетители и миналото и въздействат не само образователно, но и емоционално и естетически.
Както всички науки, музеологията има своя вътрешна структура. Тя включва четири големи дяла:
1. История на музейното дело;
2. Теория на музейното дело;
3. Музейно изворознание;
4. Приложна музеология.

Всички те имат своя вътрешна структура и функции.
Основните музейни дейности, определени от науката музеология, са събирателска, научноизследователска, реставраторска, експозиционна, фондова и образователно-възпитателна. Всички те също включват по няколко дейности.
Както всяка друга наука, музеологията също има свои школи, които се различават по основните направления, в които работят, приоритетите, които си поставят, методите, които използват и пр. Вероятно поради спицифичния характер на музеите, в музеологията повечето от водещите школи се определят на национален принцип. Най-голям принос за утвърждаването на тази наука дават школите във Франция, Великобритания и Германия, без да изключваме тези в Русия, СССР и САЩ.
Музеологията е млада, но бързо развиваща се наука. Благодарение на компютърните технологии през последните десетилетия тя натрупа богат опит, който я поставя в областта на интензивно развиващите се науки, с добро приложение в практиката.
През 2015 г. в България е учреден Институт за приложна музеология. През същата година е открита специалност „Музеология“ във Великотърновския университет.